# ムスタファ3世
ムスタファ3世（Mustafa III, 1717年1月28日 - 1774年1月21日）は、オスマン帝国の第26代皇帝（在位：1757年 - 1774年）。父は第23代皇帝アフメト3世、母はフランス人。アブデュルハミト1世の兄。子にセリム3世。

## 生涯

### 即位まで
ムスタファはアフメト3世とミフリシャフ・スルタンとの間に1717年にうまれた。ムスタファにはスレイマン(1710-1732)という同母兄がおり1720年には兄のスレイマンと異母兄弟のメフメト(1717-1756)とバヤズィト(1718-1771)らと共に割礼を受けた。この時の割礼式は、9月18日から10月2日までの15日続いており豪華さが際立っていて、諸外国から使節を招いたり帝国のあらゆる場所からギルドが来て、各地から食料などを集めた。昼はギルドの行列や曲芸などが行われ、夜は宴席と花火が続き、膨大な富が消費された。ギルドの人数は1109人にのぼり、それぞれグループを作り、そこであずまやをつくって行進した。花火は毎日のように続き、燭台型花火、噴水を真似た花火、回転花火などが催された。
1730年の父の廃位に伴い、慣例に従い兄弟たちと共にトプカプ宮殿の奥深くに27年間を幽閉下で過ごした。1756年に兄のシェフザーデ・メフメト (アフメト3世の皇子)が不慮の死を遂げるとムスタファは事実上の皇太子となった。(ただしメフメトの死因には諸説あり、一説にはオスマン3世による毒殺とも言われる。)1757年に従兄のオスマン3世が嗣子なく崩御したため皇帝に即位した。

### 即位後
即位後は水道や橋、大規模な穀物倉庫を作るなどした。またムスタファ3世は頻繁に旅行をしており、法律がしっかり施行されているかどうかを確認したという。精力的かつ開明的な皇帝であり、西欧列強に比べて時代遅れであることが明らかになったオスマン帝国の軍隊や国家制度の近代化を進めようとした。しかしその試みは旧権力層であるイェニチェリやイマームの強い抵抗を受けた。フランスの協力によって数学や航海術、自然科学のアカデミーを設立。

### プロイセンとの同盟
ムスタファ3世はオーストリアに対抗すべくプロイセンのフリードリヒ大王と同盟することを考えた。1761年にプロイセンと国交を結び、軍隊を再編すべくベルリンの将校を採用するなどした。1763年に両国は外交官を交換した。

### 露土戦争
ヨーロッパ列強に比べて自国の軍事的劣弱を正確に認識していたため、戦争を控えていた。1757年から1763年まで大宰相を務めていたコジャ・ラグプ・パシャはなるべく戦争が起きないように心がけていたが1763年に死去した。後任のデヴキイ・ハムザ・ハミト・パシャもすぐに大宰相を解任されたためキョセ・バヒル・ムスタファ・パシャが就任した。1765年にムスタファ・パシャの汚職が発覚した。ムスタファ・パシャは言い訳を続けていたため、大宰相を解任され後に処刑された。一説には兄のシェフザーデ・メフメトが殺害された時の大宰相でその殺害に関与していたため処刑されたともいわれる。その後任のムフシンザーデ・メフメト・パシャも対外融和に努めていたが1768年にポーランドで内乱が発生し、ロシア軍のコサック騎兵が逃げるポーランド人を追ってオスマン帝国領内（現ウクライナ領バルタ）に侵入したため、ロシア帝国に対し宣戦を布告せざるを得なくなった（第6次露土戦争）。
しかし戦争はムスタファ3世の恐れたとおり敗戦続きで、1769年にロシアはモルドバへと侵攻、ヤッシーを占領された。同年、ロシアはコーカサスへと侵攻した。ただしこちらは1772年までにロシア軍は撤退している。地中海ではロシア海軍がバルト海を経由してペロポネソス半島を占領し、その地でオスマン側への反乱を起こさせた。1771年にロシア海軍が撤退するとペロポネソス半島の反乱は鎮圧された。エジプトやシリアでも反乱が起きており、反乱は次々に拡大していった。オスマン側はこの混乱を収めるべく1769年に大宰相にアルバニア人のイヴァズザーデ・ハリル・パシャを、1771年にシラフダル・メフメト・パシャを任命した。しかし戦争は絶望的な状況で、1774年にムスタファ3世は病により崩御した。弟のアブデュルハミト1世が後を継いだ。

## 家族
妻
- ミフリシャフ・スルタン
- ミフリシャフ・カドゥン
- アイニュルハヤト・カドゥン
- アディルシャー・カドゥン
- リファト・カドゥン

息子
- セリム3世(1761年-1808年)
- ヘビドゥラー(1761年)
- メフメト(1767年)